# 캐서린 힉스
캐서린 힉스(Catherine Hicks, 1951년 8월 6일 ~ )는 미국의 배우이다.

## 출연 작품
- 터뷸런스 - 매기 역
- 보더라인 머더 - 진 역